# 2017 у Черкаській області
Стаття присвячена головним подіям Черкаської області у 2017 році.
Розпорядженням голови Черкаської обласної адміністрації 2017-й рік оголошено роком В'ячеслава Чорновола.

## Ювілеї

### Видатних людей
- 2 лютого — 100 років від дня народження Олександра Захаренка (1937—2002), українського педагога, громадського діяча.
- 29 березня — 140 років від дня народження Василя Доманицького (1877—1910), літературознавця, письменника та історика.
- 1 серпня — 130 років від дня народження Софії Мефодіївни Терещенко (1887—1948), художниці, краєзнавця-етнографа, засновниці Звенигородського краєзнавчого музею, уродженки села Попівка Звенигородського району.
- 24 жовтня — 150 років з дня народження Миколи Біляшівського (1867—1926), етнографа, археолога, музейника, громадського діяча.
- 24 грудня — 80 років з дня народження В'ячеслава Чорновола (1937—1999), державного, громадського, політичного діяча.

### Річниці заснування, утворення
- 110 років впровадження телефонного зв'язку в Черкасах (18 серпня).
- 100 років з часу проведення Всеукраїнського з'їзду вільного козацтва в Чигирині (16-20.10.1917)
- 100 років від заснування Уманського краєзнавчого музею[2]
- 60 років Черкаському академічному заслуженому народному хору[3]
- 60 років Центральному стадіону в м. Черкаси
- 50 років Черкаському шовковому комбінату[4]
- 50 років Лисянському історичному музею
- 50 років Смілянському краєзнавчому музею
- 50 років парку «Сосновий Бір» у м. Черкаси
- 40 років Корсунь-Шевченківській художній галереї
- 25 років Національному заповіднику «Батьківщина Тараса Шевченка»

## Події

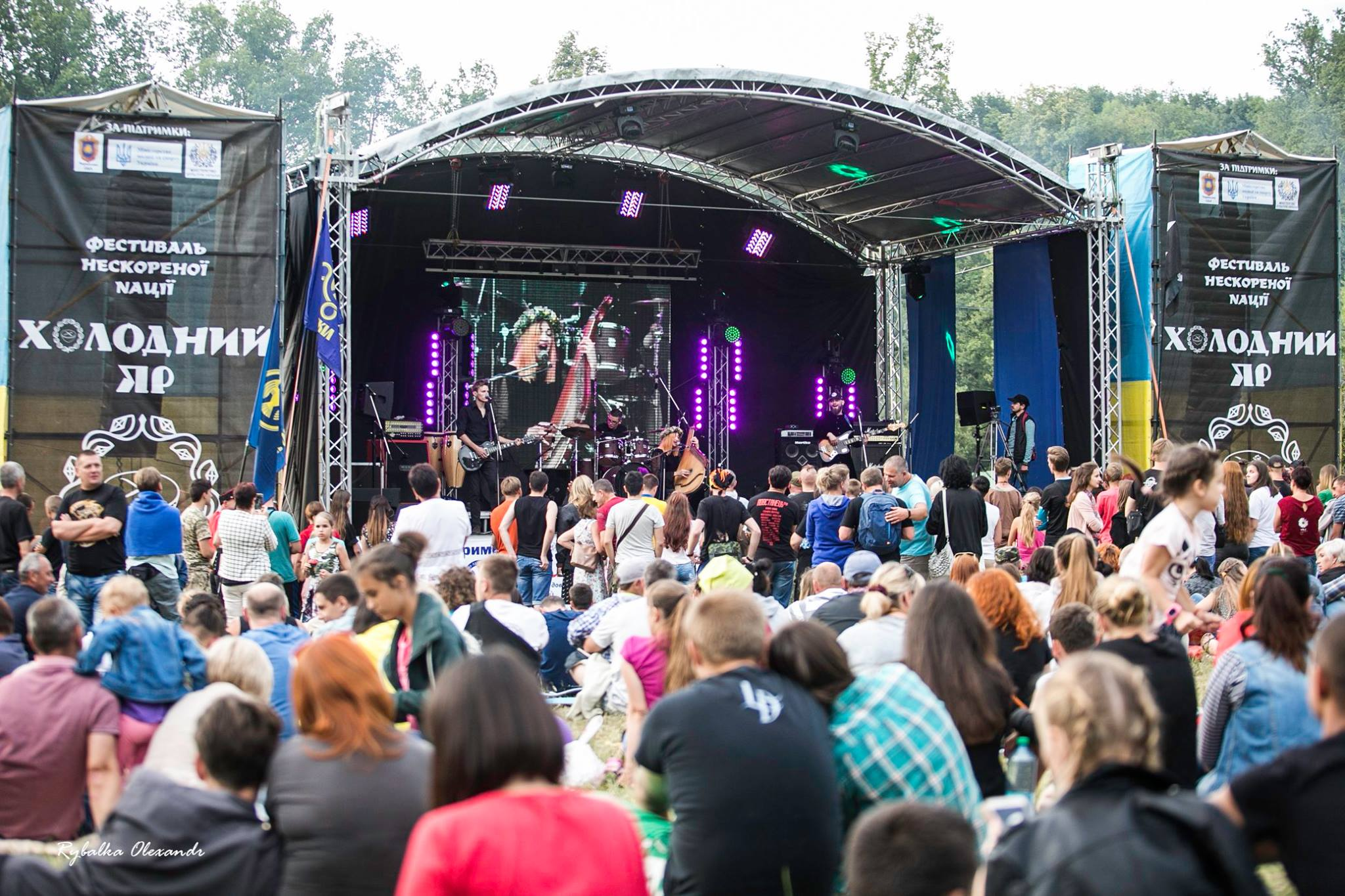
Всеукраїнський Фестиваль нескореної нації «Холодний Яр»

- 7—9 квітня — у Черкасах пройшов І Черкаський книжковий фестиваль. Друковану продукцію на ньому представило 38 видавництв, у фестивалі взяли участь десятки письменників. Подію відвідало близько 7 тисяч осіб.[5]
- 29—30 квітня — на Чигиринщині, у Холодному Яру відбулося 22-ге вшанування героїв Холодного Яру, в яких взяли участь тисячі людей з різних куточків України. Цьогорічні холодноярські вшанування були присвячені 100-літтю Української революції та 100-літтю створення Вільного козацтва. У с. Медведівка відкрито пам'ятний знак «Слава Україні! — Україні Слава!».[6]
- 29 травня—5 червня у м. Каневі пройшов 15-й щорічний мотофестиваль «Тарасова Гора», на який зібралися на 8 тисячах мотоциклах учасники з 16 країн світу[7].
- 19 червня розпочато капітальний ремонт мосту через Дніпро біля м. Черкаси. Рух автотранспорту через Черкаську дамбу обмежено на півроку.[8]
- 24—25 червня у Черкасах пройшов ІІ Всеукраїнський музично-художній фестиваль ГайдаFest-2017[9].
- 1 липня — потужний буревій пройшовся п'ятьма районами Черкащини. Найбільше постраждали Золотоніський та Чорнобаївський райони[10].
- 7—9 липня у Холодному Яру, біля с. Грушківка відбувся III Всеукраїнський Фестиваль нескореної нації «Холодний Яр», на який зібралося близько 8 тис. людей з різних куточків України[11].
- 3—6 серпня — у м. Черкаси пройшов 5-й Міжнародний мотофестиваль «Дорога на Січ», на який зібралося понад 6 тисяч байкерів з різних країн[12].
- 12—13 серпня у с. Моринці на Звенигородщині пройшов 4-й Всеукраїнський молодіжний фестиваль Тараса Шевченка Ше.Fest. У події взяли участь провідні українські музичні гурти, знані поети, письменники, художники та інші митці.[13]
- 25—27 серпня у Каневі прийшов ІІ Міжнародний фестиваль сучасного кіно ім. О.Довженка, на якому було представлено більше 30 конкурсних робіт[14].
- 17 вересня через підпал сухої трави біля смт Ірдинь на торфовищах Ірдинського болота спалахнула пожежа на площі 51 га. Наступного дня рішенням районної комісії з питань техногенно-екологічної безпеки та надзвичайних ситуацій оголошено надзвичайну ситуацію.[15] Остаточно пожежу загасили за місяць.
- 21 вересня — на святкування єврейського нового року Рош Гашана в Умань прибуло понад 30 тис. хасидів із різних країн[16].
- 28 вересня у м. Черкаси невідомі розстріляли з автомата Калашникова депутата Черкаської міської ради, підприємця Михайла Бінусова[17].
- 12 жовтня Черкащину з робочим візитом відвідав Прем'єр-міністр України Володимир Гройсман з метою перевірки ходу виконання дорожніх робіт. Зокрема, перевірив, як проходять роботи на мосту через Дніпро.[18]
- 12—13 жовтня у м. Черкаси пройшов III Черкаський міжнародний інвестиційний форум. Він зібрав близько півтори сотні учасників.[19].
- 29 жовтня в 14 об'єднаних територіальних громадах області відбулися вибори голів громад та депутатів місцевих рад[20].
- 31 жовтня у Смілі оголошено надзвичайну ситуацію через колапс із опаленням. Це місто стало єдиним на Черкащині, де немає тепла в більшості будинків. Смілянські котельні почали вмикати тільки 3 листопада.[21]
- 20 грудня через хуртовини на відрізку автошляху «Київ — Одеса» між Уманню та Жашковом у сніговому полоні опинилися близько 100 вантажних автомобілів. Для подолання наслідків задіяно підрозділи ДСНС та національної поліції.[22]

### Інші події
На території області зафіксовано ряд випадків загибелі свиней від африканської чуми свиней: 8 лютого — у господарстві Катеринопільського району; 14 травня — у господарстві у м. Городище; 12 липня — двох диких свиней у Нижньосульському національному природному парку.

## Спортивні події
- На Літніх Дефлімпійських іграх черкаські спортсмени здобули дві срібні нагороди: Микола Кулик в естафеті 4×400 м та Віктор Пустовіт у складі збірної команди з футболу[26].
- У Чемпіонаті України з футболу 2016—2017 у першій лізі Черкаський Дніпро посів 8-ме місце.
- В Українській баскетбольній суперлізі сезону 2016—2017 за результатами плей-оф Черкаські мавпи посіли 4-те місце[27].
- У Чемпіонаті Черкаської області з футболу 2017 року перемогла команда «ЛНЗ-Лебедин» (с. Лебедин), на другому місці — «УТК» (Уманський район), на третьому — «Базис» (Кочубіївка)[28].

## Нагороджено, відзначено
- Лауреатами Всеукраїнської літературної премії імені Василя Симоненка стали: у номінації «За кращу першу поетичну збірку» Олекса Бик (Полтава) за збірку «Вірші на руці»; у номінації «За кращий художній твір» Світлана Короненко (Київ) за збірку поезій «Вірші з осені»[29].
- Лауреатом Літературної премії імені Тодося Осьмачки став Сергій Пантюк за поетичну збірку «Так мовчав Заратустра»[30].
- Лауреатами обласної Краєзнавчої премії імені Михайла Максимовича стали: у номінації «Колективна краєзнавча праця» — авторський колектив: Людмила Скороход, Юлія Харченко, Лариса Гур'єва за працю «Сміливі зі Сміли»; у номінації «Індивідуальна краєзнавча праця» — В. Г. Чос за серію краєзнавчих книг «Мої прекрасні земляки», «Мліїв — село козацької слави», «Орловець — історія і люди», «Петропавлівка: від минулого до сьогодення».[31]

## Створено, засновано

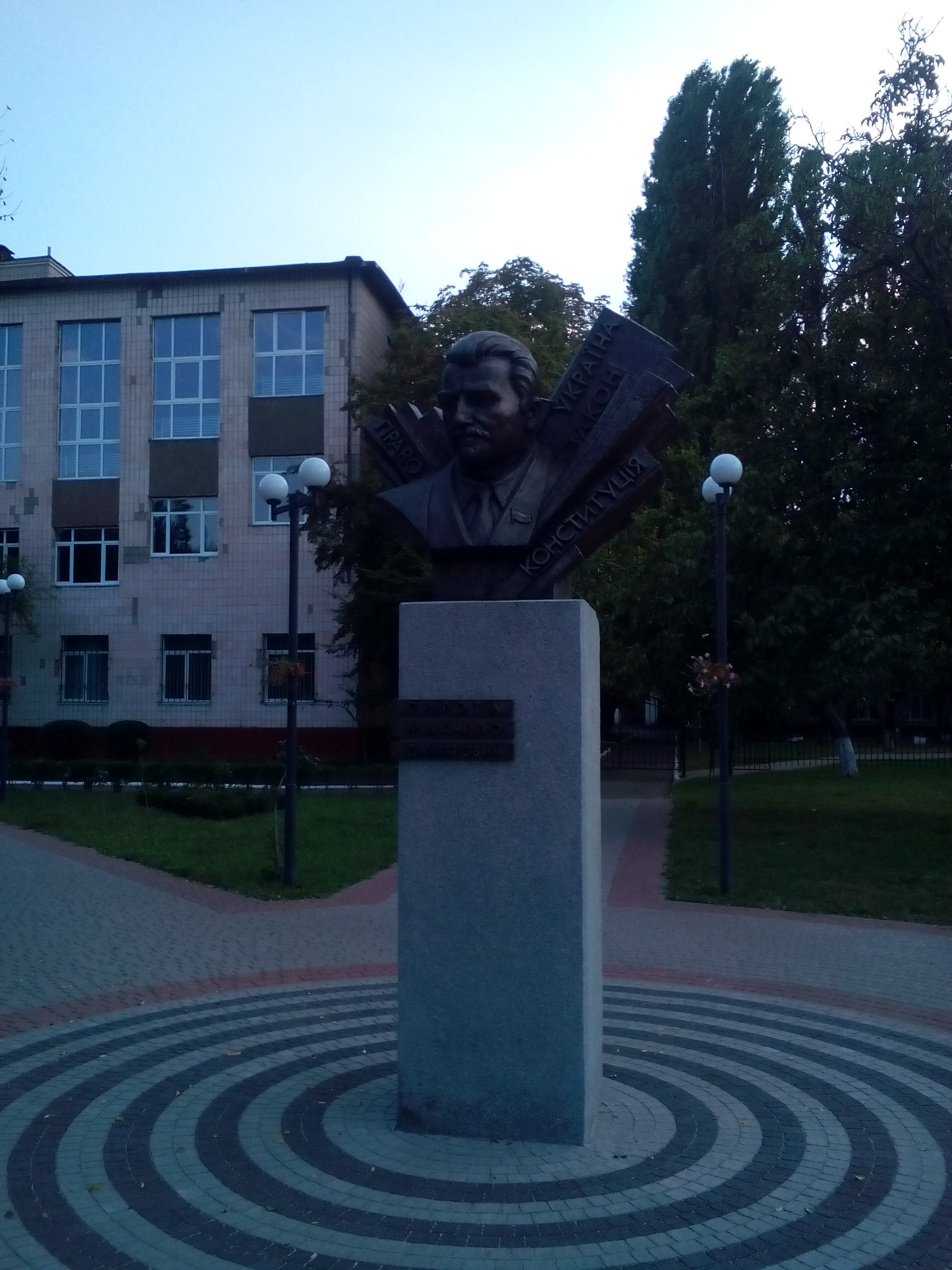
Пам'ятник М. Д. Сироті

- 27 січня — Черкаський обласний перинатальний центр прийняв перших пацієнтів[32].
- 27 червня у м. Черкаси відкрито пам'ятник Михайлу Сироті, одному з авторів конституції України[33].
- 1 вересня розпочав функціонування Уманський аграрний ліцей — навчальний заклад нового типу[34].
- 11 вересня у с. Чорнявка Черкаського району відкрито сучасний завод із переробки меду «Біхайв» з українсько-австрійськими інвестиціями, єдиного підприємства в Україні у своїй галузі[35].

### Об'єкти природно-заповідного фонду
- Гідрологічні заказники місцевого значення: Маслове, Панське болото[36], Загребля-Попове-Турське[37];
- Парк-пам'ятка садово-паркового мистецтва Сонячний (м. Черкаси)[36];
- Ботанічні заказники місцевого значення: Загородищенський старожил[36], Гульбище, Землянки, Касьянове, Тимошівський (Чигиринський район)[38].

## Померли
- 18 січня — Ружицький Олександр Антонович, український політик часів УРСР, перший секретар Черкаського обкому КПУ (1988—1991), голова Черкаської обласної ради народних депутатів (1990—1991).
- 15 квітня — Руднєв Сергій Миколайович, український поет, автор-виконавець пісень, член НСПУ.
- 30 квітня — Малиновський Олексій Петрович, український політик, народний депутат України двох скликань.
- 20 червня — Парубок Омелян Никонович, український політик, двічі Герой Соціалістичної Праці.
- 9 грудня — Жук Петро Миколайович, заслужений журналіст України, письменник, член НСЖУ[39].

### Загиблі під часросійсько-української війни
- 29 січня:
  - Кизило Андрій Олександрович, Герой України (посмертно), загинув біля м. Авдіївка (Донецька область).
  - Оверченко Дмитро Олександрович, нагороджено Орденом «За мужність» III ст., загинув біля м. Авдіївка (Донецька область).
  - Шамрай Віталій Володимирович, нагороджено Орденом «За мужність» III ст., загинув біля м. Авдіївка (Донецька область).
- 20 квітня — Ніженський Василь Петрович, нагороджено Орденом «За мужність» III ст., загинув біля м. Авдіївка (Донецька область).
- 25 квітня — Кобченко Сергій Геннадійович, нагороджено Орденом «За мужність» III ст., загинув біля м. Авдіївка (Донецька область).
- 25 квітня — Шевченко Василь Віталійович, нагороджено Орденом «За мужність» III ст., загинув у селищі Піски (Ясинуватський район) Донецької області.
- 28 квітня — Бердник Олександр Олегович, нагороджено Орденом «За мужність» III ст., загинув біля с. Павлопіль (Донецька область).
- 31 травня — Михайлик Сергій Віталійович, нагороджено Орденом «За мужність» III ст., загинув біля м. Авдіївка (Донецька область).
- 2 червня — Бурачук Василь Васильович, уродженець Гродищенського району, нагороджено Орденом «За мужність» III ст., загинув біля м. Волноваха (Донецька область)[40].
- 1 листопада — Сиротенко Сергій Васильович, уродженець с. Вільховець (Звенигородський район), загинув біля м. Мар'їнка, нагороджено Орденом Богдана Хмельницького III ст.[41].